# Кас'яненко Світлана Василівна
Світлана Василівна Кас'яненко (нар. 2 грудня 1966, Київ, Україна) — Член Національної спілки письменників України; носить почесне звання Творчої спілки АДЕМУ "Заслужений діяч естрадного мистецтва України"; поет-пісняр, автор та виконавець, громадська діячка. Автор більше двох сотень різножанрових пісенних творів значну частину з яких вона є як автором, так і виконавцем. На її вірші поклали музику Віталій Дмитрович Кирейко, Олександр Морщавка, Михайло Рябчич, Едуард Брилін, Петро Лойтра, Андрій Харенко, Олександр Лісінчук. Лауреат Міжнародної літературно-мистецької премії ім. Валентина Михайлюка,  літературно-мистецької премії ім. Івана Нечуя- Левицького; Міжнародної літературно-мистецької премії "Культурна дипломатія", літературно-мистецької премії ім. Миколи Томенка, Міжнародної літературно-мистецької премії ім. Григорія Сковороди, лауреат Всеукраїнської літературно-мистецької премії ім. Дмитра Білоуса.

## Творчість
В доробку письменниці лірика, гумор, дитячі твори, що майстерно переплітаються із гострими піснями для бійців, романсами, шансонами, піснями для малечі, ансамблів та для хорових колективів. У 2018 році, Світлана Кас'яненко презентувала два альбоми авторських пісень: «Озеро Любові» та «У 5-му куті». 
Є авторкою:
- збірок поезій «Кришталевий подих», «Лавина»,
- збірника сатири та гумору «Сміхотерапія»;
- пісенних  збірок «Нотний дощ», "Весела сопілка"
- дитячих книг «На канікули в село», «Гарна господиня», "Зоряні мандрівки".
- музичної казки вистави «Бджілка-трудівниця»,віршованої казки «Царство квітів».

Її поезії друкувалися в альманах: «Барвінковий цвіт», «Сучасний ренесанс», «Ну, що б здавалося слова», «Шал вітрів», «Мелодія трав», «Оберіг для бійця».,"Пам'ятаєш, брате?..", «Рідний мій Шевченків краю» "Нескорена Україна".

## Громадська діяльність
Член асоціації українських письменників художньої та соціальної літератури, член Ради Черкаського земляцтва «Шевченків край» у м. Києві ; член правління у «Спілці жінок» м. Києва, полковник у козацтві (КТО України), член Всеукраїнської екологічної ліги та літературно-мистецького об'єднання «Янталка».
Очолює мобільну концертну волонтерську групу «Вольниця", яка з травня 2014 року здійснила 119 поїздок в гарячі точки України,  провела  понад 400 концертів  аби підтримати бойовий дух українським бійцям.
Член журі літературної премії Національної спілки письменників України в царині літератури для дітей імені Платона Воронька (з 2023).

## Відзнаки
За активну громадянську позицію, творчий доробок, просвітницьку місію Світлана Кас'яненко нагороджена грамотами, подяками, медаллю Богуна, орденом «козацької слави 2-го ступеня», срібним кулоном|«Народний герой»; медаллю «За жертовність та любов до України»; відзнакою «За заслуги»; золотою медаллю «Україна. Захиснику державності»;, медаллю «За відродження України»; орденом «Жінка. Мир. Безпека»; орденом «Поступу миру та Любові»; медаллю «За вірність Національній ідеї»; відзнакою «Українська берегиня»; медаллю «За служіння мистецтву».